# Анастасово (Тульская область)
Анаста́сово — село в Одоевском районе Тульской области России.
В рамках административно-территориального устройства относится к Апухтинской сельской администрации Одоевского района, в рамках организации местного самоуправления включается в сельское поселение Северо-Одоевское.

## География
Расположено на правом высоком берегу реки Упы в 3 км к северо-востоку от Одоева.

## Название
Происходит от упразднённого здесь в 1764 году Богородице-Рождественского Анастасова монастыря, который в свою очередь был назван либо в честь первого настоятеля игумена Анастасия, либо в честь супруги князя Воротынского Анастасии.

## История
Монастырь был построен в XVI веке. Строителями монастыря были князь Иван Михайлович Воротынский (по преданию похоронен на монастырском кладбище) и его супруга Анастасия. Рядом с монастырём располагалась Подмонастырная слобода, за которой закрепилось название Анастасово, ставшее впоследствии приходским селом. После упразднения монастыря Соборный храм Рождества Пресвятой Богородицы функционировал как приходская церковь. Приход села состоял из самого села и деревень: Татьево, Филимоново, Красенки. В 1915 году в селе насчитывалось 50 крестьянских дворов. Имелась церковно-приходская школа.
12 марта 2002 года монастырь воссоздан и начались строительно-восстановительные работы.

## Население
| 1857 | 1862 | 1915 | 2002 | 2010 |
| ---- | ---- | ---- | ---- | ---- |
| 229  | ↗286 | ↗394 | ↘37  | →37  |